# Душан Бакич
Душан Бакич (чорн. Dušan Bakić, нар. 23 лютого 1999, Подгориця, Чорногорія) — чорногорський футболіст, нападник білоруського клубу «Динамо» (Мінськ) та національної збірної Чорногорії.

## Ігрова кар'єра

### Клубна
Душан Бакич є вихованцем футбольної школи клубу «Будучност», з яким у віці 17 - ти років підписав професійний контракт. У 2018 році футболіст зіграв першу гру в основі команди. Також виграв Кубок Чорногорії 2019 року.
У лютому 2020 року Бакич перейшов у білоруський «Енергетик-БДУ», де вже за місяць зіграв першу гру в команді. Через рік Бакич приєднався до столичного «Динамо». Півроку футболіст грав у дублі команди, а в липні відправився в оренду у естонський клуб «Легіон». В січні 2022 року повернувся до «Динамо», де зайняв постійне місце в основі. У складі мінського клубу Бакич брав участь у матчах кваліфікації Ліги конференцій. У серпні 2022 року Душан Бакич був визнаний кращим гравцем клуба.

### Збірна
З 2018 року Душан Бакич виступав у складі молодіжної збірної Чорногорії.
17 листопада 2022 року у товариському матчі проти команди Словаччини Душан Бакич дебютував у національній збірній Чорногорії.

## Титули
Будучност
 Переможець Кубка Чорногорії: 2018/19